# Павлов, Платон Петрович
Плато́н Петро́вич Па́влов (26 августа 1834 — 22 ноября 1904) — генерал от инфантерии, участник Крымской, Кавказской и Русско-турецкой 1877—1878 годов войн, начальник штаба Кавказской армии.

## Биография
Родился в 1834 году. Сын действительного статского советника Петра Петровича Павлова, члена общего присутствия Инженерного департамента Военного министерства.
Образование получил в Николаевском инженерном училище и в офицерских классах при нём, 13 августа 1852 года произведён в прапорщики, в 1854 году — в поручики с назначением в Свеаборгскую инженерную команду, в составе которой в 1855 году участвовал в обороне Свеаборга и за отличие был награждён орденом св. Анны 4-й степени на саблю с надписью «За храбрость».
По окончании в 1858 году Императорской военной академии зачислен в департамент Генерального штаба и назначен на службу в главный штаб Кавказской армии. В 1859 году по распоряжению главнокомандующего армией переведён в штаб войск Лезгинской кордонной линии в должность офицера особых поручений и произведён в штабс-капитаны.
В течение этого года он находился в походе против Горских народов Кавказа и участвовал в действиях главного Лезгинского отряда. Павлов отличился: при занятии Иланхевских аулов Китури и Гениатля, а также аулов Хейнах, Хетор, Квитло, Инухо, Кидоро, Зехидо и Гутох, при взятии аула Шаури в жарком бою при нападении большого отряда горцев на лагерь на горе Бешо.
В 1860 году Павлов занимал должность делопроизводителя канцелярии по управлению кавказскими Горцами в управлении генерал-квартирмейстера, а через полгода был утверждён в этой должности. В том же году он произведён в капитаны.
В 1863 году назначен правителем канцелярии начальника Терской области и повышен в чин подполковника. В 1865 году занял должность помощника начальника Кавказского горского управления. В 1866 году временно занимал должность начальника Сухумского военного отряда и получил чин полковника, а также исполнял обязанности председателя комиссии по раскрытию причин восстания в Абхазии. В 1868 году назначен помощником начальника штаба Кавказского военного округа. В 1869 году ему высочайшим указом пожалован участок земли в Терской области в 1,400 десятин. В 1870 — он временно заменил начальника Кавказского горского управления и вскоре был утверждён в этой должности.
В том же году за отлично усердную службу произведён в генерал-майоры. В 1871 году награждён был Монаршим благоволением.
В 1872 году занимал должность помощника начальника Терской области, а в 1875 — назначен начальником штаба Кавказского военного округа.
Во время Русско-турецкой войны 1877—1878 годов Павлов был начальником штаба Кавказской армии, участвовал в осаде Карса, в штурме его и в сражении на Аладжинских высотах. Наградами ему за эти дела были чин генерал-лейтенанта (8 ноября 1877 г.) и золотая шпага с бриллиантами и надписью «За храбрость» (16 апреля 1878 г.).
8 января 1881 года Павлов был командирован в распоряжение генерал-адъютанта Скобелева в Закаспийский край, по возвращении откуда был зачислен в запас Генерального штаба; в 1883 году назначен командиром 6-го армейского корпуса, в 1889 году — командиром 7-го армейского корпуса, в 1891 году — помощником командующего войсками Варшавского военного округа и произведён в генералы от инфантерии, а в 1894 году получил должность члена Военного совета. С 13 августа 1902 член Государственного совета.
Военный министр А. Ф. Редигер о П. П. Павлове писал:

«Платон Петрович Павлов, человек большого ума, знания и опыта, он был чрезвычайно умный и сведущий человек, от которого я научился очень многому, мнением которого я чрезвычайно дорожил».

«Павлов почти всю жизнь прожил холостяком, потому что у него не было своих средств, а на его попечении была сестра. Он женился только под конец своей жизни на вдове генерала Глиноецкого, от которой имел сына».
Скончался 22 ноября 1904 года в возрасте 70 лет.

## Семья
Жена — Зинаида Александровна (1858 — после 1935).
Сын — Александр Платонович (1897 — декабрь 1941, Ленинград), окончил гимназию, в 1915 году призван на военную службу, через полтора месяца демобилизован по болезни (туберкулёз легких). С 1919 года работал в Институте водного транспорта в Петрограде. В марте 1935 выслан с матерью в Челкар Актюбинской области на 5 лет.
Брат — Павлов Иван Петрович (18 декабря 1830 — 24 сентября 1909), генерал от инфантерии.

## Ордена и награды
- Орден Св. Анны 4-й степени (1855);
- Орден Св. Анны 2-й степени (1868);
- персидский Орден Льва и Солнца 1-й степени (1874);
- Орден Св. Станислава 1-й степени (1876);
- Золотое оружие «За храбрость» (1878);
- Орден Св. Владимира 2-й степени (1881);
- Орден Белого Орла (1883).
- австрийский Орден Леопольда кавалер Большого креста (1886).
- итальянский Орден Короны кавалер Большого креста (1891).